# Tadashi Sawamura
Tadashi Sawamura (沢村忠, Manchukuo, 5 de janeiro de 1943 - 26 de março de 2021) foi kickboxer japonês cujo nome de batismo é Hideki Shiraha. É considerado, se não o, um dos primeiros lutadores, de qualquer modalidade, a se tornar um ícone pop, alcançado grande fama ao longo de sua carreira. É a ele creditado o boom inicial da popularidade do kickboxing. 
Ele tem um percentual de nocaute excepcionalmente alto de 94,60%. Para efeito de comparação, no boxe profissional, as duas maiores porcentagens de nocaute entre os peso-pesados são 87,76% por Rocky Marciano e 87,23% por Vitali Klitschko. Mike Tyson, que ficou famoso por conta de seus nocautes, se aposentou com uma porcentagem de nocaute de 75,86%. O talento para nocautear os adversários fez com que Sawamura ganhasse a alcunha de "O Demônio do Kickboxing".
Faleceu no dia 26 de março de 2021 devido a um câncer no pulmão.

## Ícone Pop
- A história de Sawamura inspirou a série de mangá e anime Kick no Oni, conhecida no Brasil como Sawamu, o demolidor.[3][4]

- Em 1971, Sawamura participou de um episódio de O Regresso de Ultraman, onde treina Hideki Goh.[5]

- Anos mais tarde como forma de homenagem ao lutador na versão japonesa do jogo para game boy e posteriormente no anime da franquia pokemon um dos Pokémon se chamava Sawamura que no ocidente foi rebatizado de hitmonlee como homenagem ao lendário ator e lutador Bruce Lee.

## Cartel
- 241 lutas
  - 232 vitórias (228 por knockout)
  - 4 empates
  - 5 derrotas

## Honrarias
- 1973 - Japan Professional Sports Grand Prize